# Сівко Олександр Володимирович
Олекса́ндр Володи́мирович Сівко́ (7 травня 1998 — 25 лютого 2018) — солдат Збройних сил України, учасник російсько-української війни.

## Життєпис
Народився 1998 року в смт Пісківка (Бородянський район, Київська область); закінчив Тетерівську ЗОШ ім. Ніни Сосніної смт Пісківка, у 2016 році — Київський професійний ліцей будівництва і комунального господарства та здобув професію «електромонтажник вторинних ланцюгів; слюсар-електрик з ремонту електроустаткування на автомобільному транспорті».
29 травня 2017 року призваний на військову службу за контрактом до лав ЗСУ; пройшов навчання у 169-му навчальному центрі Сухопутних військ ЗСУ. Солдат, навідник 1-го відділення 3-го взводу 1-ї роти 1-го десантно-штурмового батальйону 95-ї бригади.
25 лютого 2018-го загинув від кулі снайпера на спостережному посту поблизу позиції «Шахта» (шахта «Бутівка»).
27 лютого 2018 року похований в смт Пісківка.
Без Олександра лишились батьки і брат.

## Нагороди та вшанування
- указом Президента України № 189/2018 від 27 червня 2018 року «за особисту мужність і самовіддані дії, виявлені у захисті державного суверенітету та територіальної цілісності України, зразкового виконання військового обов'язку» — нагороджений орденом «За мужність» III ступеня[1]
- 7 травня 2018 року в смт Пісківка на фасаді будівлі Тетерівської ЗОШ ім. Ніни Сосніної, де навчався Олександр Сівко, йому відкрито меморіальну дошку.